# Niall Horan
Pour les articles homonymes, voir Horan.
Niall Horan, né le 13 septembre 1993 à Mullingar (Irlande), est un chanteur et musicien irlandais. Il est membre du boys band One Direction, formé en 2010 dans l'émission X-Factor.

## Biographie

### Jeunesse
Ses parents, Bobby Horan est directeur commercial dans un supermarché et Maura Gallagher est femme au foyer. Ils divorcent alors que Niall n’a que 4 ans. Le chanteur et son grand frère Greg, s’installent chez leur père,.
Il apprend par lui-même à jouer de la guitare vers l'âge de 12 ans.

### Carrière

#### 2010: The X-Factor

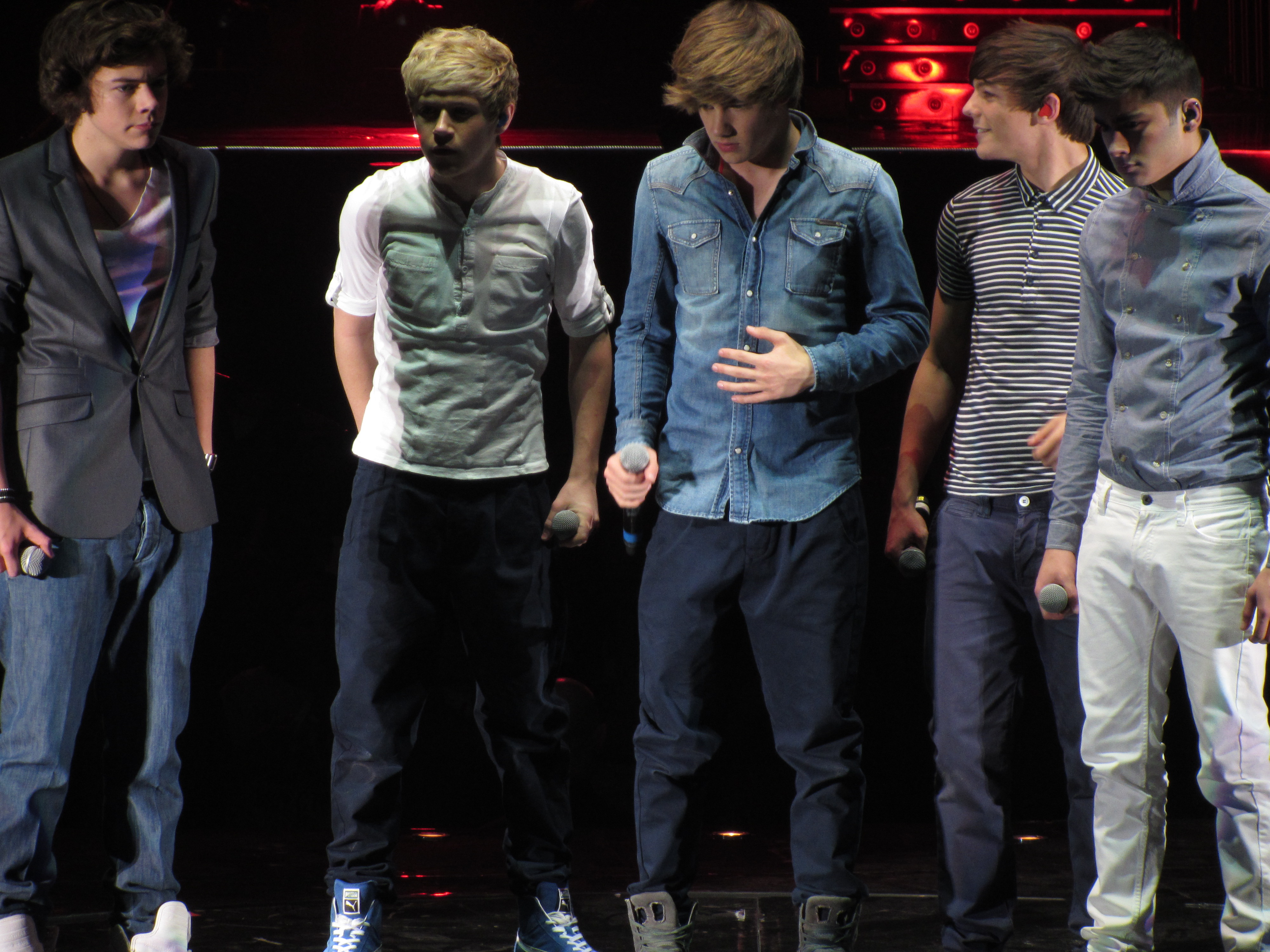
One Direction lors de la tournée X Factor en avril 2011 à Glasgow.

Il auditionne pour la septième saison et reprend la chanson So Sick du chanteur américain Ne-Yo. Il progresse dans la catégorie « Garçons » jusqu'à l'épreuve dite du bootcamp. Simon Cowell et Nicole Scherzinger prennent la décision de réunir Horan, Liam Payne, Harry Styles, Zayn Malik et Louis Tomlinson afin qu'ils forment ensemble un groupe,. Ensuite ils ont deux semaines pour apprendre à se connaître et s'entraîner en groupe. C'est Harry Styles qui trouve le nom du groupe : One Direction. Pour se qualifier dans la maison des juges, ils interprètent en version acoustique la chanson Torn reprise par Natalie Imbruglia.  Ils vont en finale et terminent 3e de la compétition mais gagnent en popularité au Royaume-Uni.
Le groupe signe un contrat avec le label discographique Syco Music.

#### 2011 - 2015: One Direction
Leur premier album, Up All Night, sort le 18 novembre 2011 et le single What Makes You Beautiful qui sort en septembre 2011 est un énorme succès.
Leur second album, Take Me Home, sort le 9 novembre 2012 et se vend à 540 000 exemplaires dans sa première semaine aux États-Unis et est numéro un dans 35 pays.
Par la suite, leurs trois albums suivants : Midnight Memories, sorti le 25 novembre 2013, Four, sorti le 17 novembre 2014 et Made In The A.M., produit sans Zayn Malik et sorti le 13 novembre 2015, le même jour que l’album Purpose de Justin Bieber, sont d’énormes succès, eux aussi.
En mars 2015, le groupe a vendu 6,49 millions d’albums et 23,7 millions de singles aux États-Unis. Le groupe a vendu plus de 50 millions de disques dans le monde. Fin 2015, le groupe britannique annonce une pause après le départ de Zayn Malik.

#### 2016 - 2018:Flicker
En septembre 2016, Niall Horan signe un contrat solo avec Capitol Records. Le 29 septembre 2016, sur sa toute nouvelle chaine sur la plate-forme de vidéos YouTube, Niall Horan a posté la vidéo de son live sur This Town, présenté comme son tout premier single solo.
Le 4 mai 2017, Niall Horan sort son nouveau titre Slow Hands, une « chanson sensuelle et érotique ». Le 4 juin 2017, il se produit au One Love Manchester d'Ariana Grande avec plusieurs célébrités internationales comme Justin Bieber ou encore Miley Cyrus.
Le 15 septembre 2017, il annonce la sortie de son premier album solo Flicker prévue pour le 20 octobre 2017. La chanson Too Much To Ask sort le même jour. Le clip est dévoilé le 21 septembre 2017. Fin 2017, il entame une tournée, Flicker Sessions, de 20 concerts afin de promouvoir la sortie de son album.
En mars 2018, il entame une tournée nommée Flicker World Tour qui s'achève en septembre 2018. En juillet 2018, Il annonce qu'une chanson intitulée Finally Free sera sur la bande originale du film Yeti et compagnie. Fin 2018, l'album Flicker est réenregistré en version symphonique avec le soutien du RTÉ Concert Orchestra

#### 2019 - 2021:Heartbreak Weather
En octobre 2019, Niall Horan sort un nouveau single intitulé Nice to Meet Ya, extrait de son second album. Une tournée de ce même nom se fera avec Lewis Capaldi et Fletcher en Amérique du Nord.
En décembre 2019, le chanteur dévoile une ballade romantique nommée Put a Little Love on Me.
No Judgement sort début février 2020, annonçant par la même occasion son second album. Son second album, Heartbreak Weather est sorti le 13 mars 2020.
Le chanteur collabore avec Ashe pour le single Moral of the Story sorti en juin 2020 puis avec Anne-Marie pour la chanson Our Song (chanson de Niall Horan) sortie en mai 2021,.

#### 2022 - présent:The ShowetThe Voice
Le chanteur apparaît dans un documentaire aux côtés de Lewis Capaldi intitulé Niall Horan's Homecoming: The Road to Mullingar with Lewis Capaldi en décembre 2022.
En janvier 2023, il annonce un single intitulé Heaven, sorti le 17 février 2023 ainsi que son troisième album The Show prévu pour le 9 juin 2023,.
Il rejoint l'émission The Voice en tant que juré en mars 2023,.
La tournée The Show : Live on Tour annoncée en mai 2023, est prévue pour février 2024.
En décembre 2023, le chanteur est une des têtes d'affiches du TikTok: In The Mix, le premier évènement musique de TikTok.

### Vie privée
Horan pratique un certain nombre de sports, notamment le golf, le football et le football gaélique. En 2010, en jouant au football avec des amis, il se blesse au genou et apprend qu'il souffre d'instabilité rotulienne. Le problème est réapparu à plusieurs reprises au cours des années suivantes, notamment en 2013 lorsqu'il s'est disloqué le genou sur scène pendant un concert à Anvers, en Belgique. En janvier 2014, après la fin de la tournée, il se rend aux États-Unis pour y subir une importante opération de chirurgie réparatrice. Après l'opération, il est invité à suivre une thérapie physique avec l'équipe de football de Chelsea par le manager de l'équipe, José Mourinho. Horan effectue plus de sept semaines de thérapie physique avec les membres de l'équipe et leur kinésithérapeute sur leur terrain d'entraînement dans le Surrey,.
En avril 2018, Niall Horan a dit avoir des TOC et souffrir d'anxiété,.
Il fréquente l'actrice et chanteuse américaine Hailee Steinfeld entre 2017 et 2018,. Depuis 2020, il est en couple avec Amelia Woolley,.

## Discographie

### Avec les One Direction
Albums studio
- 2011 : Up All Night
- 2012 : Take Me Home
- 2013 : Midnight Memories
- 2014 : Four
- 2015 : Made in the A.M.

### En solo

#### Albums studio
| Titre              | Détails                                                                                           | Meilleur classement | Meilleur classement | Meilleur classement | Meilleur classement | Meilleur classement | Ventes                                   | Certifications |
| Titre              | Détails                                                                                           | CAN                 | KOR                 | USA                 | IRL                 | NLD                 | Ventes                                   | Certifications |
| ------------------ | ------------------------------------------------------------------------------------------------- | ------------------- | ------------------- | ------------------- | ------------------- | ------------------- | ---------------------------------------- | --- |
| Flicker            | - Sortie : 20 octobre 2017 - Label : Capitol Records - Format : Téléchargement, CD, LP, Streaming | 1                   | 1                   | 1                   | 1                   | 1                   | - États-Unis : 152,000 - Canada : 16,000 | - ARIA : Or - ABPD : Or - Music Canada : Platine - IFPIDEN : Or - IRMA : 2 × Platine - AMPROFON : Or - IFPINOR : Platine - GLF : Or - BPI : Or - RIAA : Platine |
| Heartbreak Weather | - Sortie : 13 mars 2020 - Label : Capitol Records - Format : Téléchargement, CD, LP, Streaming    | 6                   | —                   | 4                   | 1                   | —                   | - États-Unis : 60,700                    | - BPI : Argent |
| The Show           | - Sortie : 9 juin 2023 - Label : Capitol Records - Format : Téléchargement, CD, LP, Streaming     |                     |                     |                     |                     |                     |                                          | |

## Awards et nominations
| Année | Award                               | Catégories                                      | Nommés      | Résultat |
| ----- | ----------------------------------- | ----------------------------------------------- | ----------- | -------- |
| 2017  | People’s Choice Awards              | Révélation de l’année                           | This Town   | Lauréat  |
| 2017  | iHeartRadio Music Awards            | Meilleure carrière solo                         | Niall Horan | Nommé    |
| 2017  | Radio Disney Music Awards           | Meilleur artiste masculin                       | Niall Horan | Lauréat  |
| 2017  | iHeartRadio Much Music Video Awards | Artiste ou Groupe international favori des fans | Niall Horan | Lauréat  |
| 2017  | Teen Choice Awards                  | Meilleure chanson de l’année                    | Slow Hands  | Lauréat  |
| 2017  | Teen Choice Awards                  | Artiste Masculin de l’été                       | Niall Horan | Nommé    |
| 2017  | Telehit Awards                      | Clip anglais                                    | Slow Hand   | Lauréat  |
| 2018  | American Music Awards               | Nouvel artiste de l’année                       | Niall Horan | Lauréat  |